# Plano de Assistência à Saúde da Prefeitura do Município de São Paulo
O Plano de Assistência à Saúde da Prefeitura do Município de São Paulo mais conhecido como PAS foi um sistema por meio do qual se procedeu à transferência, para cooperativas de médicos, da gestão dos serviços públicos municipais de saúde da cidade de Sâo Paulo, com objetivo de efetivar e modernizar o serviço de saúde da capital. Foi implantado na gestão de Paulo Maluf (PPB) a frente do executivo paulistano (1993-1996) e continuado por seu sucessor Celso Pitta (PPB) (1997-2000) até 1999, quando os atendimentos foram transferidos para o Sistema Único de Saúde (SUS).
Foi instituído pela Lei Ordinária 11866 de 1995, regulamentada pelo Decreto nº 35.664/1995.

## Propósito
O criação do PAS teve como propósito instituir um novo modelo de gestão, operação e alocação de recursos do serviço público de saúde. O PAS foi apresentado como uma forma de parceria entre a Prefeitura e a iniciativa privada, por meio de convênios de cooperação celebrados entre o Município de São Paulo e cooperativas de trabalho médico, criadas especialmente para esse fim. A gestão e execução dos serviços de saúde é integralmente transferida às cooperativas criadas para atender exclusivamente o PAS, cabendo à Prefeitura apenas a supervisão e fiscalização da qualidade dos serviços.

## Características
O plano consistia em um atendimento regionalizado à população, com criação de módulos regionais, ao todo 14, que à princípio correspondiam às administrações regionais de saúde (ARS), em cada um desses módulos regionais a população era atendida por profissionais de saúde em regime autônomo, reunidos em uma cooperativa de trabalho. A população deveria se filiar ao PAS do módulo regional, mediante a um cadastro realizado pela prefeitura de São Paulo. A filiação no módulo regional teria como objetivo facilitar e proporcionar um atendimento ao usuário próximo a sua moradia.
As unidades operacionais básicas (hospitais, prontos-socorros e ambulatórios) eram geridas pela Cooperpas e gerenciadas por um conselho denominado "Conselho de Gestão'' constituído por 9 membros, todos vinculados à secretaria municipal de saúde. Ao conselho de gestão correspondia:
- Definir as funções e atribuições do diretor de operações do módulo de atendimento;
- Manifestar-se sobre o plano de atendimento do módulo;
- Propor melhorias e/ou ampliações dos equipamentos e instalações;
- Comunicar, educar e informar a população, valorizando e promovendo os serviços prestados.

## Organização
Ao todo o PAS eram organizados em 14 módulos regionais, sendo eles;
| N°                                                                                   | Módulo Regional          | Bairros | Implant. | Ref.        |
| ------------------------------------------------------------------------------------ | ------------------------ | --- | -------- | ----------- |
| 1.º                                                                                  | Centro                   | Barra Funda, Vila Mariana, Belém, Bom Retiro, Santa Cecília, Pari, República, Sé, Consolação, Brás, Bela Vista, Liberdade, Cambuci, Perdizes, Jardim Paulista, Pinheiros e Itaim Bibi. | 21/03/96 | [ 7 ]       |
| 2.º                                                                                  | Butantã/Lapa             | Butantã, Lapa | 22/06/96 | [ 8 ]       |
| 3.º                                                                                  | Saúde/Ipiranga/Sapopemba | Saúde, Ipiranga, Sapopemba | 01/06/96 |             |
| 4.º                                                                                  | Mooca/Vila Matilde       | Mooca, Vila Matilde | 22/06/96 | [ 8 ]       |
| 5.º                                                                                  | Itaquera/Guaianazes      | Itaquera, São Miguel, Cidade Líder, Cidade Tiradentes, Guaianazes, Iguatemi, José Bonifácio, Parque do Carmo e São Rafael.                                                             | 26/03/96 | [ 7 ] [ 9 ] |
| 6.º                                                                                  | São Miguel Paulista      | São Miguel Paulista, Lagedo, Itaim Paulista | 22/06/96 | [ 8 ]       |
| 7.º                                                                                  | Santana                  | Santana, Tucuruvi, Jaçanã, Vila Maria | 22/06/96 | [ 8 ]       |
| 8.º                                                                                  | Pirituba                 | São Domingos, Anhanguera, Perus, Jaguará, Brasilândia, Pirituba, Freguesia do Ó e Limão.                                                                                               | 01/01/96 | [ 7 ]       |
| 9.º                                                                                  | Santo Amaro              | Santo Amaro | 04/07/96 | [ 10 ]      |
| 10.º                                                                                 | Campo Limpo/M'Boi Mirim  | Campo Limpo, M'Boi Mirim | 18/04/96 |             |
| 11.º                                                                                 | Brasilândia/Cachoeirinha | Brasilândia, Cachoeirinha | 04/07/96 |             |
| 12.º                                                                                 | Jabaquara                | Jabaquara | 13/06/96 | [ 11 ]      |
| Não existiu o 13.º módulo, número pulado propositalmente pela então gestão municipal |                          | |          |             |
| 14.º                                                                                 | Ermelino Matarazzo       | Ermelino Matarazzo | 22/06/96 | [ 8 ]       |
| 15.º                                                                                 | Tatuapé/Penha            | Tatuapé, Penha | 28/06/96 |             |